# Noura Ben Slama
Pour les articles homonymes, voir Ben Slama.
Noura Ben Slama, née le 23 février 1985 à Nogent-sur-Marne, est une handballeuse internationale tunisienne évoluant au poste de gardienne de but à la Stella Sports Saint-Maur.

## Biographie

### En club

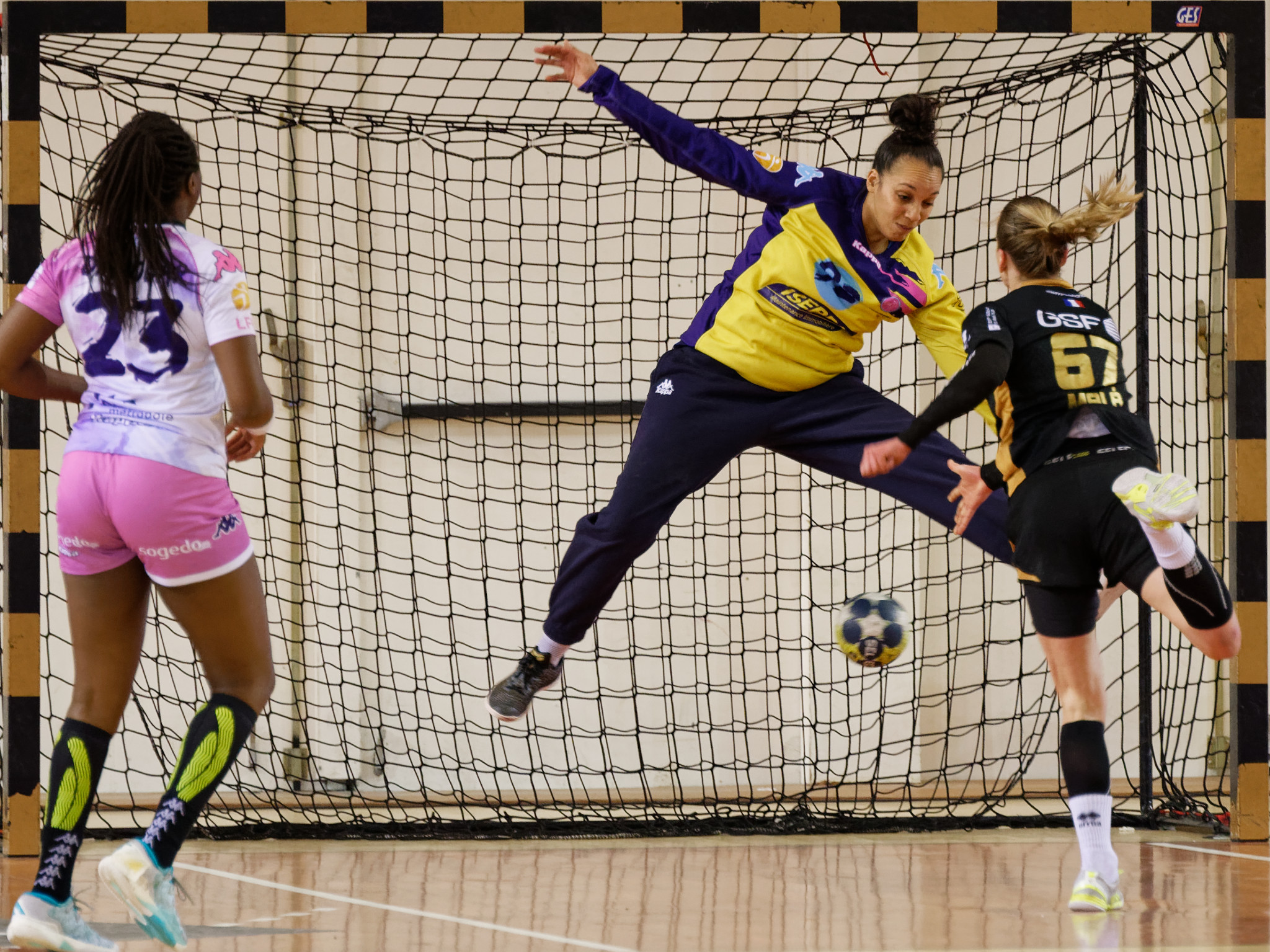
Rencontre de championnat entre Issy Paris Hand et Cercle Dijon Bourgogne à Issy-les-Moulineaux, le 25 février 2018.

En 2002, Noura Ben Slama débute ses années seniors du côté de l'US Alfortville en division 2. En 2004, elle quitte Alfortville, alors en difficultés financières, pour rejoindre Noisy-le-Grand, toujours en D2.
En 2005, Noura rejoint Issy en D2 et participe à la montée du club dans l'élite du handball français. Elle rejoint en 2009 le championnat espagnol de 1re division et l'équipe d'Alcobendas.
En 2011, elle retourne en France, dans un club de deuxième division, Bègles. Noura Ben Slama signe en 2013 au Cercle Dijon Bourgogne. Elle participe à la remontée du club en Ligue féminine de handball en remportant le titre de championne de France de D2 en 2014.
En 2019, après six saisons du côté du Dijon, Noura Ben Slama rejoint la région parisienne et son club formateur de la Stella Sports Saint-Maur évoluant en deuxième division.

### En sélection
Noura Ben Slama compte 127 sélections avec l'équipe nationale de Tunisie dont cinq participations aux championnats du monde.

## Palmarès

### En sélection
Tunisie
- Vainqueur du championnat d'Afrique des nations en 2014
- Finaliste du championnat d'Afrique des nations en 2010 et 2012

### En club
Cercle Dijon Bourgogne
- Championne de France de D2 en 2014

### Distinctions personnelles
- Meilleure gardienne du championnat de France D2 2013-2014